# Szilassy Ibolya
Szilassy Ibolya (Budapest, 1916. június 16. – Győr, 1973. május 29.) színésznő, Máriáss József felesége, Máriáss Melinda édesanyja.

## Életpályája
1938-ban végezte el a Színiakadémiát. Eleinte Kecskeméten játszott, majd tíz évig élt Bulgáriában. 1948-ban tért haza, innentől fogva egészen haláláig a győri Kisfaludy Színháznak volt a tagja. 1953–1958 között dolgozott a Magyar Rádió győri stúdiójának bemondójaként.

## Színpadi szerepei
| - Luca kisasszony (Kisfaludy Károly: Csalódások) - Giza (Örkény István: Macskajáték) - Geréb (Molnár Ferenc–Török Tamás: A Pál utcai fiúk) - Silas (Felkai Ferenc: Kleopátra három éjszakája) - Mirigy (Vörösmarty Mihály: Csongor és Tünde) - Özv. Fráter Kálmánné (Felkai Ferenc: Madách) - Póli néni (Fülöp Kálmán: Bajnokcsapat) - Pernelle, asszony (Molière: Tartuffe) - Öreg Jóskáné (Szirmai Albert: Mézeskalács) - Főasszony (Gárdonyi Géza: Ida regénye) - Sedelmayerné, vendéglős (Ödön von Horváth: Mesél a bécsi erdő) - Phoenice (Jean de Racine: Berenice) - Kamilla (Szigligeti Ede: Liliomfi) - Miss Furnival (Shaffer: Játék a sötétben) - Plankehorst Antoinette (Jókai Mór: A kőszívű ember fiai) - Takácsné (Csapó György: Álkulcsos komédia) - Mrs. Shuttleworth (William Somerset Maugham: Imádok férjhez menni) - Csupor néni (László Endre–Majoros István: Anyámasszony katonája) - Etus néni (Taar Ferenc: Örök harag) - Első karvezető (Euripidész: Trójai nők) - Nagymama (Szirmai Albert: Mágnás Miska) | - Lakásadónő (Halasi Mária: Ártatlan bűnösök) - Mama (Kertész Imre: Csacsifogat) - Martha (Kesselring: Arzén és levendula) - Poncia (Federico García Lorca: Bernarda Alba háza) - Marosiné (Molnár Ferenc: A doktor úr) - Vilma (Peter Karvas: Éjféli mise) - Fruzsina (Kaszó Elek–Tóth Miklós: Füredi komédiások) - Gonosz mostoha (Kacsóh Pongrác: János vitéz) - Belluska (Baróti Géza–Garai Tamás: Joe bácsi) - Prudence (ifj. Alexandre Dumas: A kaméliás hölgy) - Duenna (Victor Hugo: A királyasszony lovagja) - Anna Berniers (Lillian Hellman: Kisvárosi játékok) - Loiseauné (Maupassant: Kocsma a határon) - I. boszorkány (William Shakespeare: Macbeth) - Gőzné (Kállai István: Majd a papa) - Domna Pantyeljevna (Osztrovszkij: A művésznő és hódolói) - Pepi néni (Móricz Zsigmond: Nem élhetek muzsikaszó nélkül) - Lina (Molnár Ferenc: Olympia) - Toncsi néni (Mesterházi Lajos: Pesti emberek) - Altiszt özvegye (Gogol: A revizor) - Borbála (Schönthan: A szabin nők elrablása) - Cassy (Brustein: Tamás bátya kunyhója) |

## Filmjei
- Sziget a szárazföldön (1969)
- A mi Földünk (1959)